# 시흥 조남리 지석묘
시흥 조남리 지석묘(始興 鳥南里 支石墓)는 대한민국 경기도 시흥시 조남동에 있는 고인돌이다. 1988년 3월 21일 경기도의 기념물 제103호로 지정되었다.

## 개요
지석묘는 청동기시대의 대표적 무덤으로 고인돌이라고도 부르며, 주로 경제력이 있거나 정치권력을 가진 지배층의 무덤으로 알려져 있다.
우리나라의 고인돌은 4개의 받침돌을 세워 돌방을 만들고 그 위에 거대하고 평평한 덮개돌을 올려놓은 탁자식과, 땅 속에 돌방을 만들고 작은 받침돌을 세운 뒤 그 위에 덮개돌을 올린 바둑판식으로 구분된다.
경기도 시흥시 조남동 안골 마을 논 가운데 커다란 탁자식 고인돌 1기가 있다. 덮개돌의 길이는 4m, 받침돌의 길이는 2.2m인데 받침돌은 흙에 묻혀 제대로 보이지 않고 남쪽의 받침돌만이 겉으로 드러나 있다. 덮개돌 윗면에는 20여 개의 조그마한 구멍이 뚫려 있는데, 이를 알구멍 또는 성혈(性穴:풍년을 기원하거나 자식 낳기를 기원하는 의미에서 만든 구명)이라 부르지만 정확한 제작 동기는 아직 밝혀지지 않고 있다.

## 같이 보기
- 고인돌